# Werner Piotrowski
Werner Piotrowski (* 11. Juni 1932 in Essen; † 4. August 2019 in Witzenhausen) war ein deutscher Manager. Er war bis 2002 Vorstandsvorsitzender der Neckermann Versand und von 2002 bis 2005 Vorstandsmitglied der KarstadtQuelle AG.

## Leben
Nach einer kaufmännischen Ausbildung in der Hauptverwaltung der KarstadtAG wurde Werner Piotrowski 1953 als Assistent in die Bilanzabteilung übernommen. 1966 erfolgte seine Ernennung zum Leiter dieser Abteilung, 1975 zum Leiter und Abteilungsdirektor der Finanzbuchhaltung.
Piotrowski gehörte zu dem Karstadt-Team, das 1976 die Übernahme der Neckermann Versand KGaA durch die Karstadt AG vorbereitete. Nach deren Übernahme und Umwandlung in eine Aktiengesellschaft wurde er im Juni 1977 in den Vorstand des Großversandhauses berufen, das 1984 eine hundertprozentige Tochtergesellschaft der Karstadt AG wurde. Sein Ressort umfasste die Bereiche Finanzen, Unternehmungsplanung, Controlling, Einkaufssteuerung, Beteiligungen, Revision, Presse- und Öffentlichkeitsarbeit. Seit 1986 war er darüber hinaus Vorsitzender des Beirats der Neckermann Nederland B.V. 1999 erfolgte seine Benennung zum Vorstandsvorsitzenden der Neckermann Versand AG. Diese Position hatte er bis 2002 inne. Von 2002 bis zu seinem Ruhestand im Jahr 2005 war Piotrowski als Vorstandsmitglied der KarstadtQuelle AG, zu der auch die Neckermann Versand AG gehörte, tätig.

## Ehrenamtliche Tätigkeiten
Ehrenamtlich aktiv war Piotrowski in der katholischen Jugendbewegung und in der Kommunalpolitik. Ab 1970 war er Ratsmitglied der Stadt Langenberg (Rheinland) und 1974 deren letzter Bürgermeister, vor der Eingemeindung Langenbergs in die Stadt Velbert am 1. Januar 1975. Von 1975 bis 1977 war er im Rat der Stadt Velbert, insbesondere in den Bereichen Personal und Finanzen, tätig. Ebenfalls ehrenamtlich tätig war er von 1995 bis 1999 beim Landgericht Frankfurt am Main als Handelsrichter.

## Auszeichnungen
1994 erhielt Piotrowski die Verdienstmedaille des Verdienstordens der Bundesrepublik Deutschland, 1997 die „Ehrenmünze in Gold“ der Gemeinde Hulst/Niederlande für seine Verdienste um die wirtschaftliche Entwicklung der Region Hulst.